# Abdulhamit Yıldız
Abdulhamit Yıldız (* 7. Juni 1987 in Diyarbakır) ist ein niederländisch-türkischer Fußballspieler.

## Karriere
Abdulhamit Yıldız kam in Diyarbakır zur Welt und siedelte später mit seiner Familie in die Niederlande. Hier begann er in der Jugend von HVV Hollandia mit dem Vereinsfußball und wechselte später in die Jugend von FC Volendam. Dort erhielt er in der Saison 2007/08 einen Profivertrag und wurde in den Profikader involviert. In den folgenden zweieinhalb Jahren machte er 43 Spiele in der Eerste Divisie.
Zur Rückrunde der Saison 2009/10 wechselte er in die Türkei zum Erstligisten Gençlerbirliği Ankara. Dort kam er unter dem Trainer Thomas Doll nicht zum Einsatz und wurde in die Reservemannschaft degradiert. Die Saison 2010/11 verbrachte er als Leihgabe beim Drittligisten Hacettepe SK.
Zum Sommer 2011 wechselte er dann zum Zweitligisten Kasımpaşa Istanbul. Zum Saisonende 2011/12 wurde er mit seiner Mannschaft Relegationssieger der TFF 1. Lig und erreichte damit den direkten Aufstieg in die Süper Lig.
Trotz dieses Erfolges trennte er sich zum Saisonende von Kasımpaşa und wechselte zum Zweitligisten Şanlıurfaspor. Hier war er zwei Spielzeiten aktiv und wechselte in der Sommerpause 2014 in die Süper Lig zum Neuaufsteiger Balıkesirspor.
Im Januar 2016 wechselte er zum Zweitligisten Karşıyaka SK. Hier spielte er die nächsten zweieinhalb Spielzeiten und wechselte im Sommer 2018 zum Istanbuler Drittligisten Fatih Karagümrük SK.

## Erfolge
Kasımpaşa Istanbul
- Play-off-Sieger der TFF 1. Lig und Aufstieg in die Süper Lig: 2011/12

Fatih Karagümrük SK
- Play-off-Sieger der TFF 2. Lig und Aufstieg in die TFF 1. Lig: 2018/19